# Alma Redemptoris Mater (Charpentier)
Alma Redemptoris Mater é uma composição de Marc-Antoine Charpentier (	H.21) datada de cerca de 1675.
O nome latino, Alma Redemptoris Mater significa ¨Mãe Amorosa do Redentor¨, ou, simplesmente, ¨Mãe do Redentor¨, isto é, a Virgem Maria,  e é uma das quatro antífonas marianas do calendário litúrgico católico. É um hino mariano, escrito em hexâmetro latino, e uma das quatro antífonas marianas litúrgicas sazonais cantadas no final do ofício das Completas. As outras três são Ave Regina Caelorum, Regina Caeli e Salve Regina.
Redemptoris Mater foi tema de uma Encíclica de São João Paulo II. 

## Texto Latino

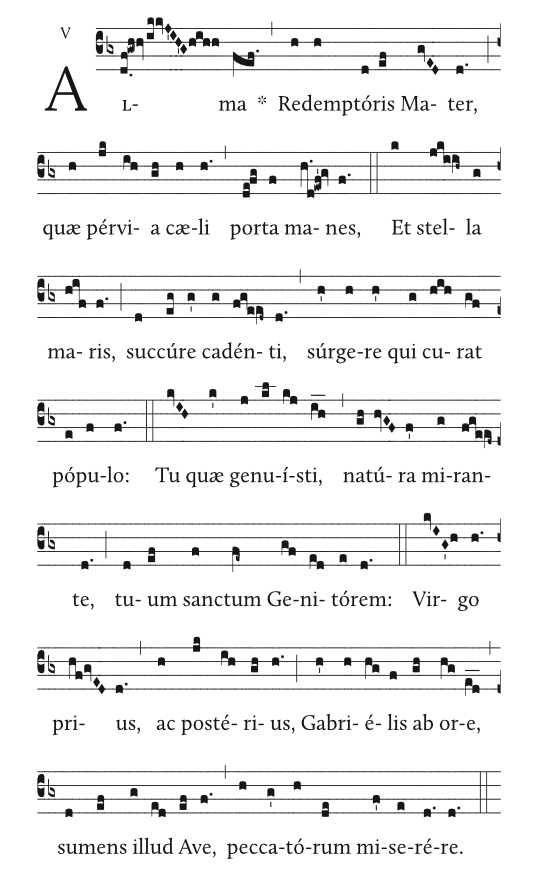
Solena forma de ¨Alma Redemptoris Mater¨

Alma Redemptóris Mater, quæ pérvia cæli

Porta manes, et stella maris, succúrre cadénti,

Súrgere qui curat pópulo: tu quæ genuísti,

Natúra miránte, tuum sanctum Genitórem

Virgo prius ac postérius, Gabriélis ab ore

Sumens illud Ave, peccatórum miserére.